# Weiße Stadt
La Weiße Stadt (alemán para Ciudad Blanca) también denominada Schweizer Viertel (Barrio suizo) es una zona residencial típica de los años 1920 en Berlín.
El distrito de Reinickendorf surgió después de la Primera Guerra Mundial con amplias zonas verdes, que habían sido pensados para nuevas viviendas. Las autoridades municipales y las sociedades de construcción se unieron para hacer frente a la escasez de viviendas por medio de este proyecto urbanístico.
En julio de 2008, el barrio fue elegido como una de las seis "urbanizaciones de estilo moderno de Berlín" que fueron declaradas Patrimonio de la Humanidad por la Unesco.

## Galería

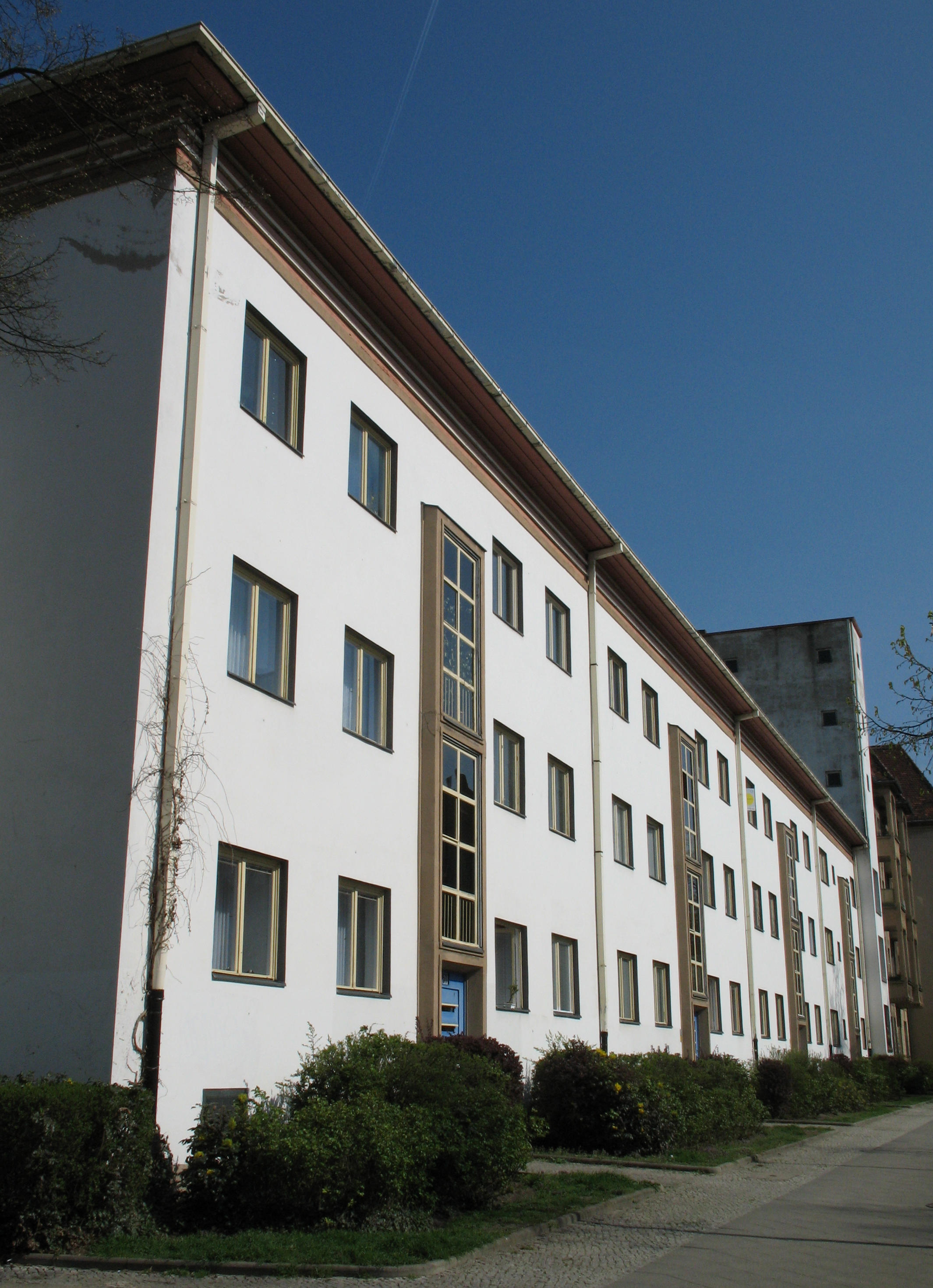
Calle Emmentaler 51, Wilhelm Büning.
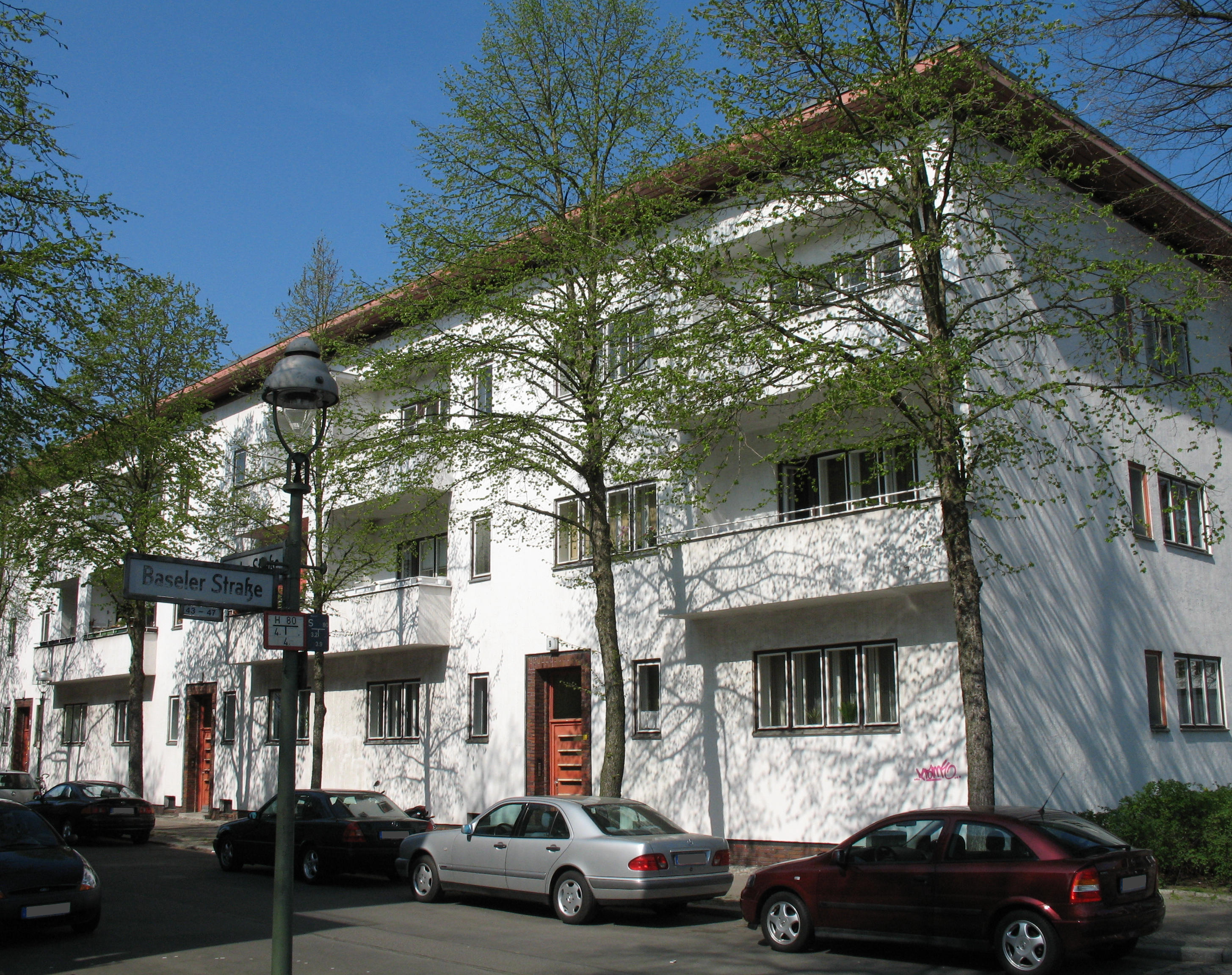
Calle Bieler 9, Wilhelm Büning.
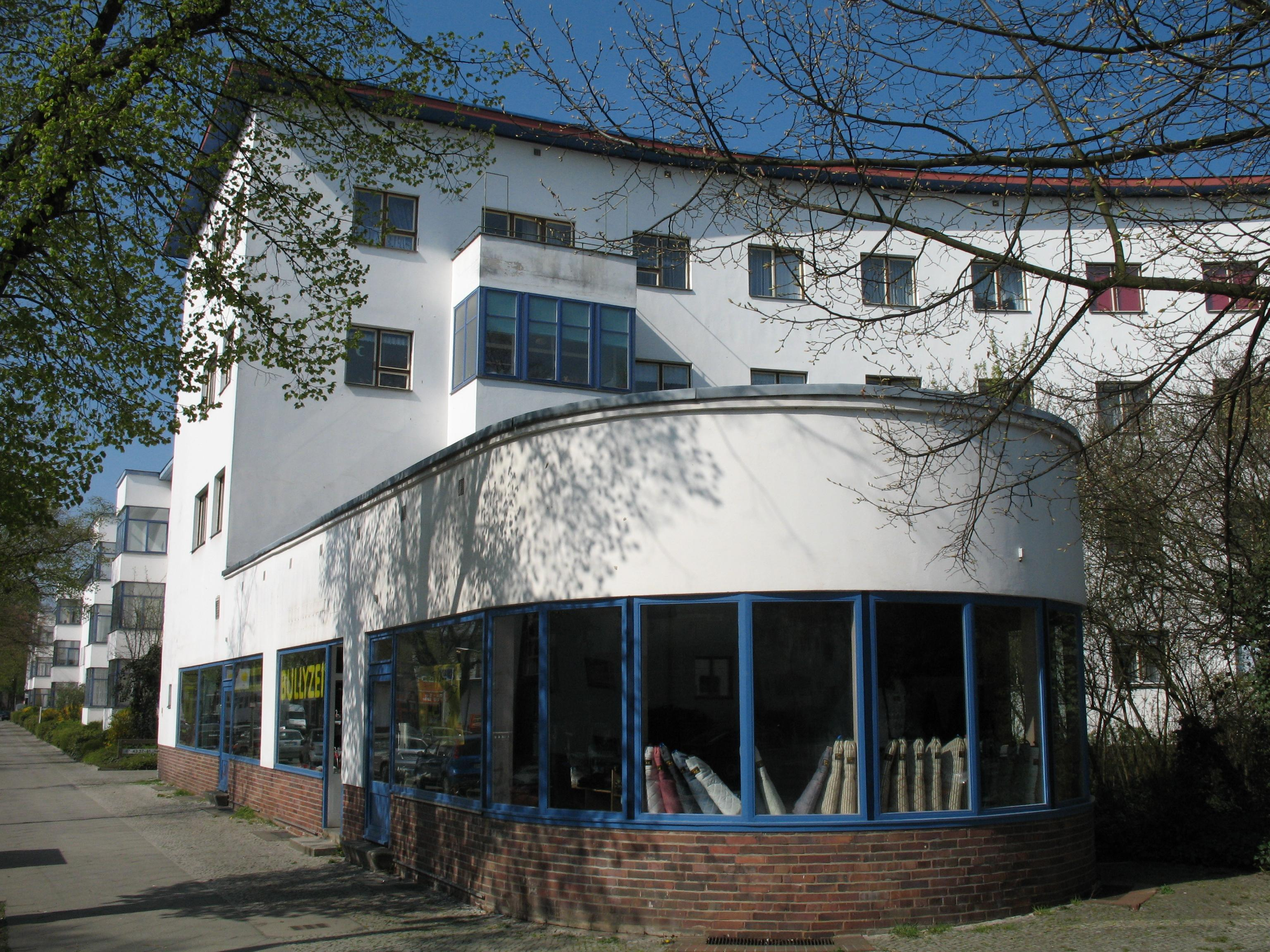
Calle Emmentaler 43, Bruno Ahrends.
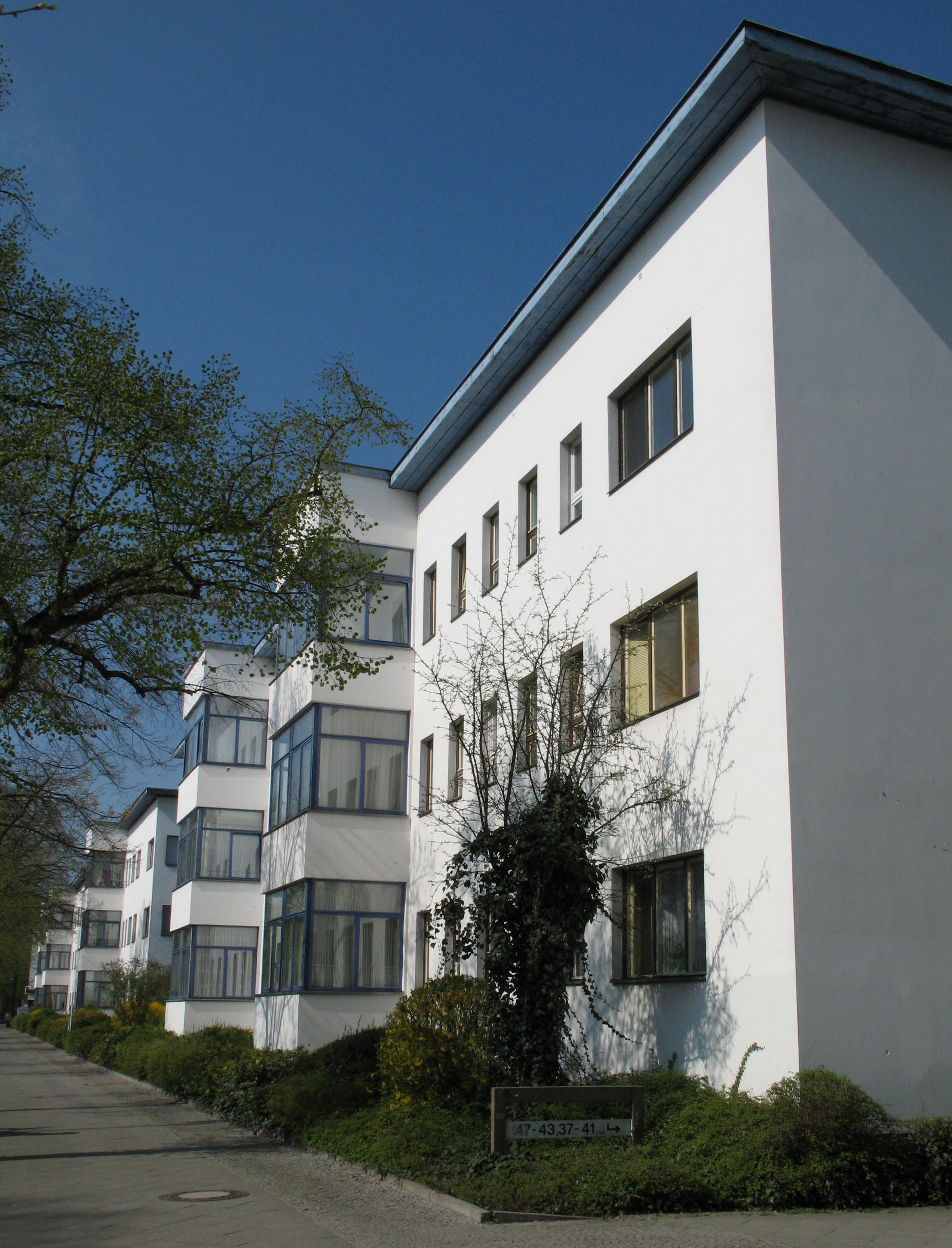
Calle Emmentaler 41, Bruno Ahrends.
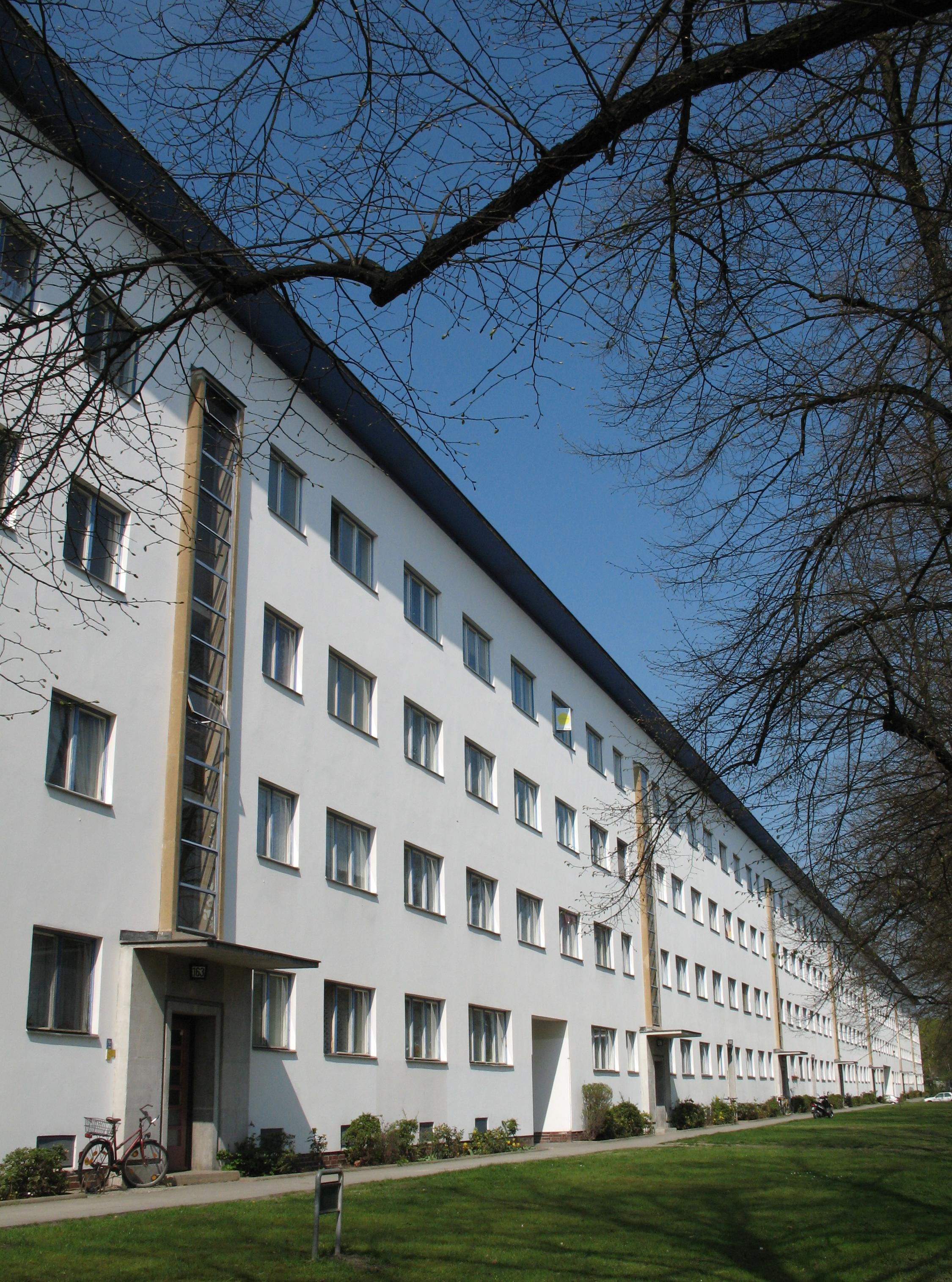
Avenida Aroser 163, Otto Rudolf Salvisberg.
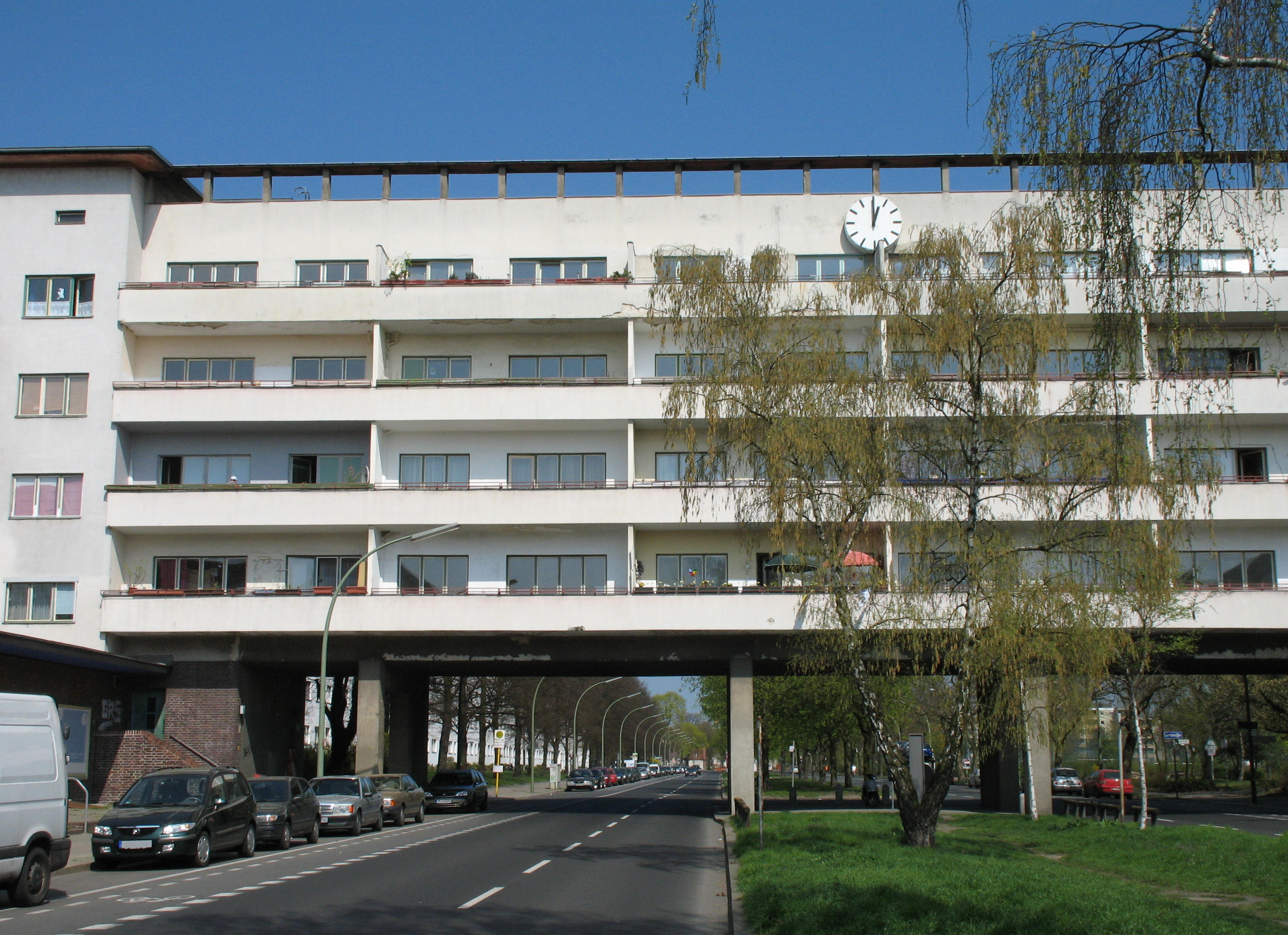
Laubenganghaus, Otto Rudolf Salvisberg.
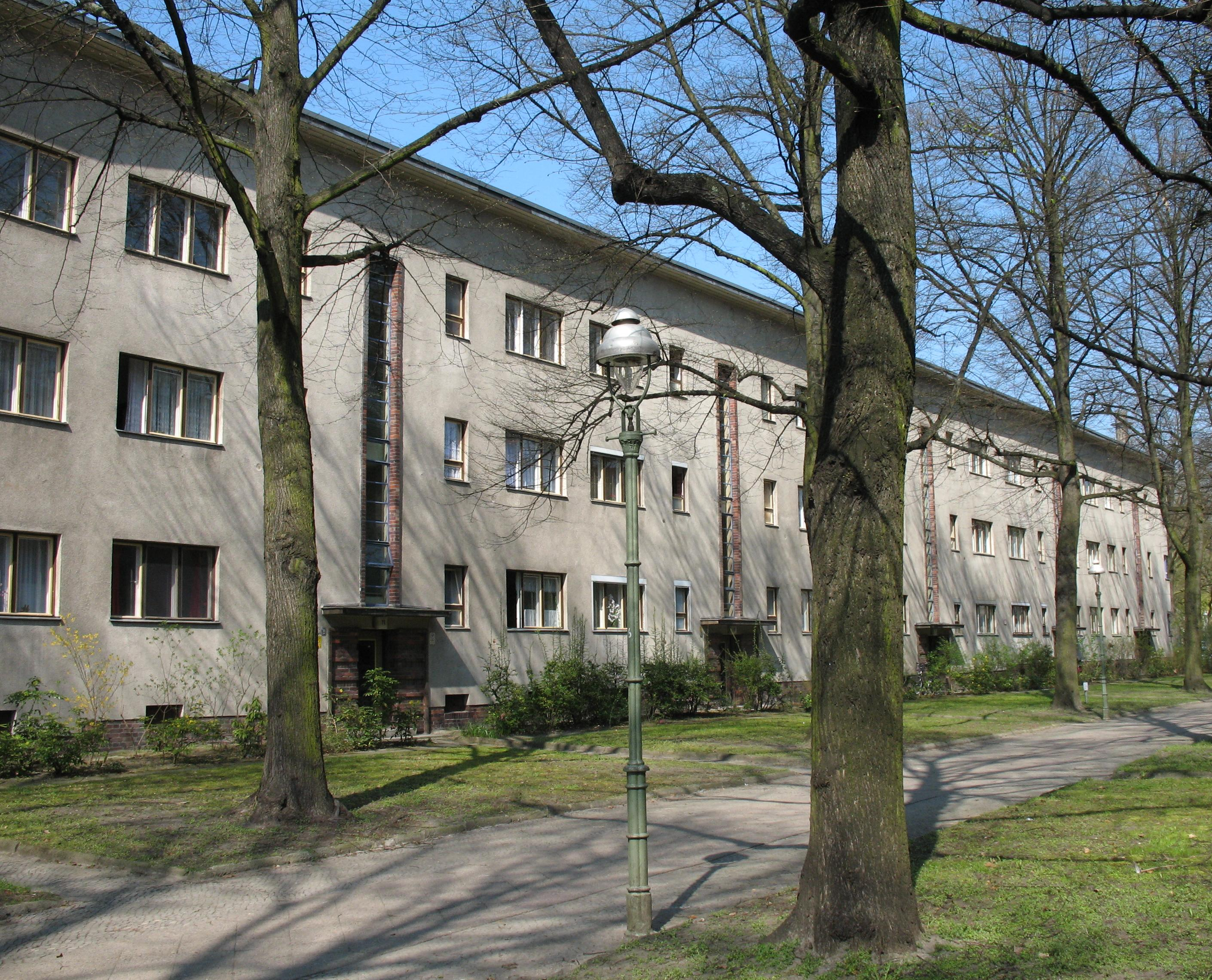
Vía Romanshorner 71, Bruno Ahrends.
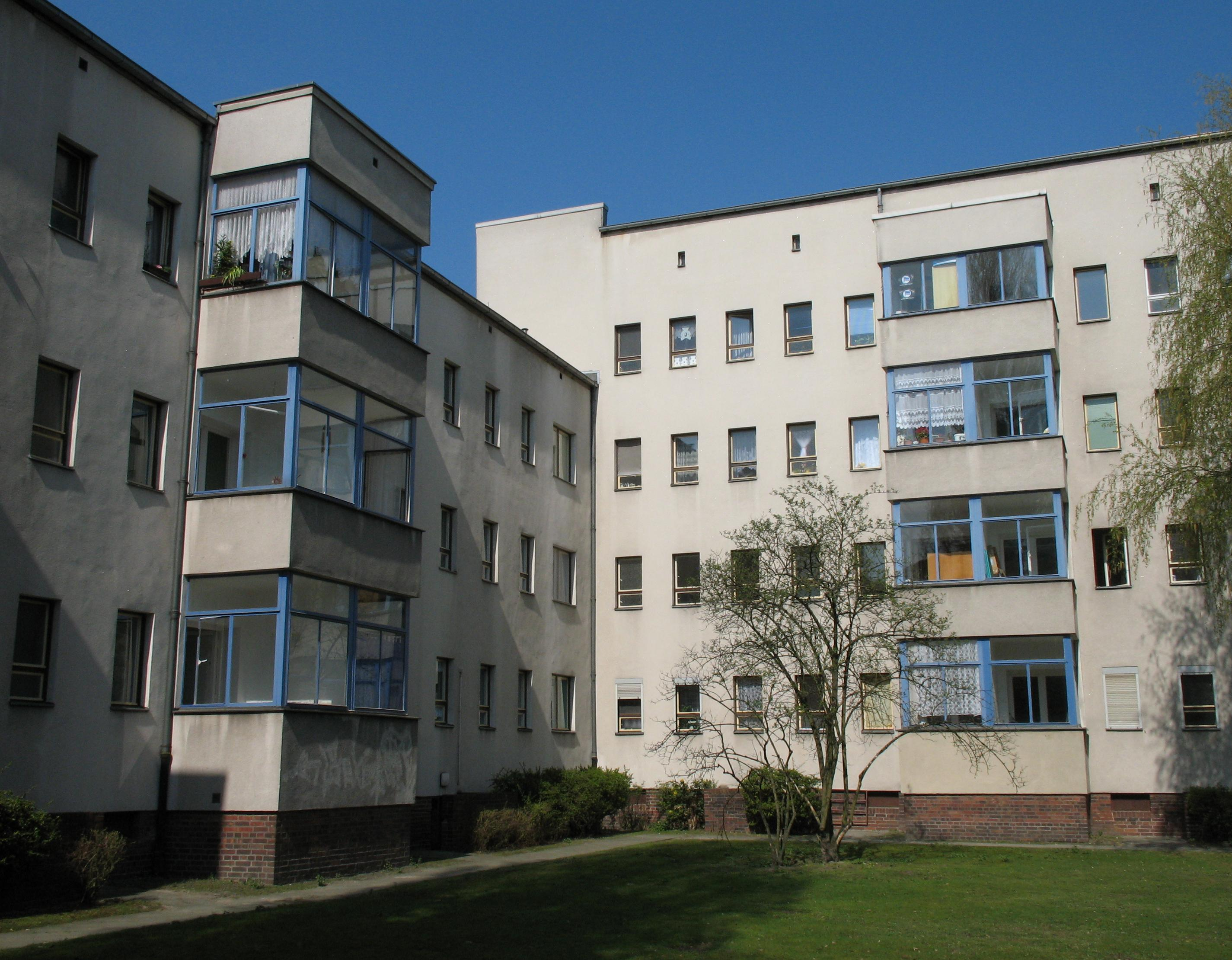
Vía Romanshorner 58/60, Bruno Ahrends.
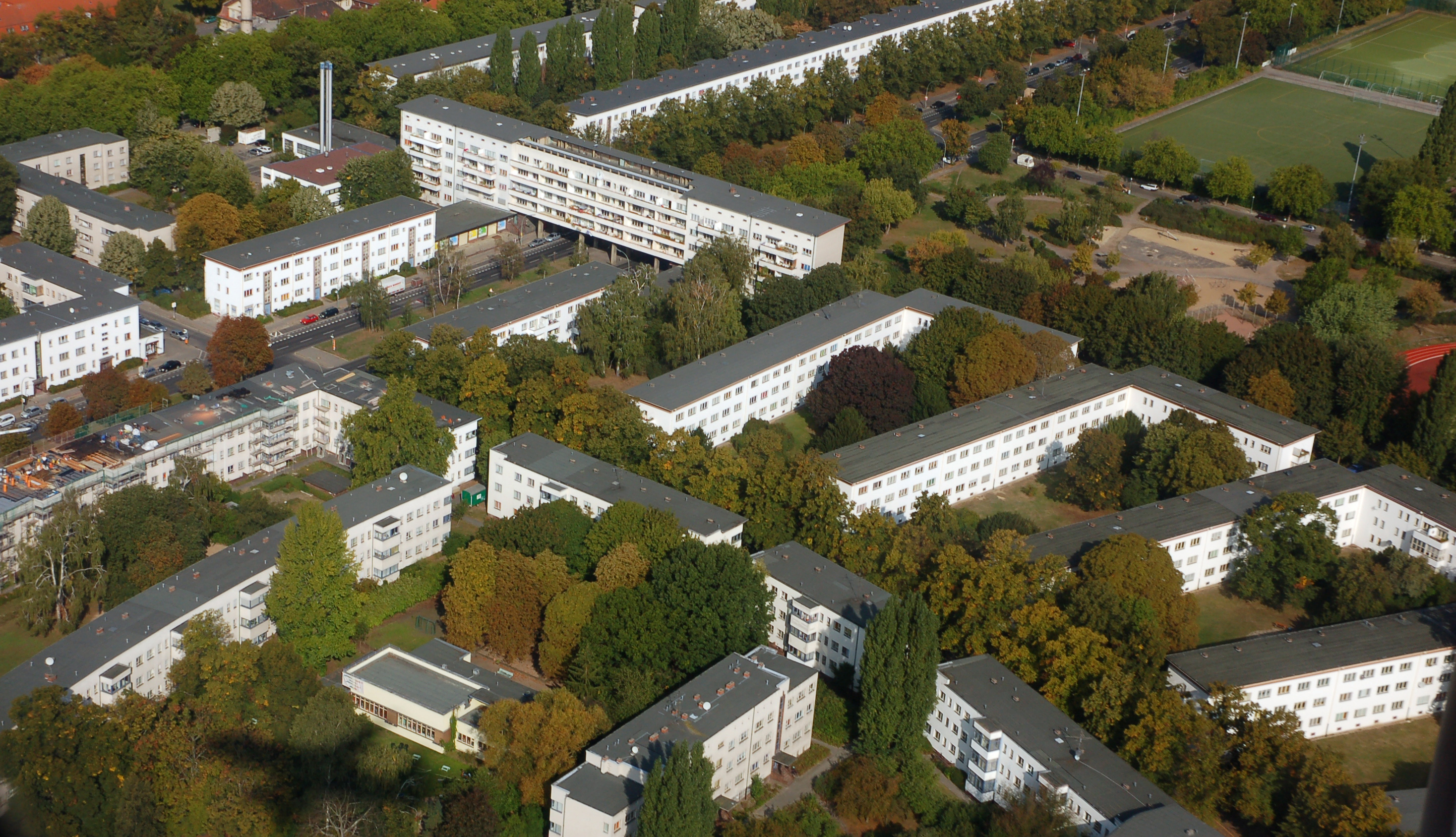
Foto aérea.